# Каррен, Джон
Джон Каррен (англ. John Currin; род. 1962, Боулдер, штат Колорадо) — современный американский художник. Каррен широко известен фигуративными живописными работами, в которых он, сочетая классические техники живописи, сатиру, гротеск и отсылки к современной поп-культуре, исследует спорные сексуальные и общественные темы. Живет и работает в Нью-Йорке.

## Жизнь и творчество
Джон Каррен родился в Боулдере, штат Колорадо, и вырос в Коннектикуте, в семье профессора физики и учительницы фортепиано из Оклахомы. В Коннектикуте в подростковом возрасте он учился живописи у известного художника-традиционалиста Льва Межберга. Он поступил в Университет Карнеги-Меллона в Питтсбурге, где получил степень бакалавра искусств в 1984 году, и получил степень магистра искусств в Йельском университете в 1986 году.
Первая масштабная выставка работ художника состоялась в Нью-Йорке в 1989 году в арт пространстве White Columns, и представляла собой серию портретов девушек, написанных по фотографиям из университетских альбомов Каррена. В 1990-е годы художник сотрудничал также с журналами «Космополитен» и «Плейбой».

## Творчество
Каррен известен за провокативные работы, которые балансируют между вожделением и отвращением. Каррен анализирует изменения социальных и сексуальных границ в изобразительном искусстве, возникших с развитием общества и масс-медиа. Сочетая приёмы классической живописи с современными «глянцевыми» образами из эротических и модных журналов и проводя параллели с работами мастеров эпохи Возрождения, особенно Лукаса Кранаха Старшего и Ханса Бальдунга, Каррен критикует стереотипы, навязанные обществу, подчёркивая условность и изменчивость общепринятых идеалов красоты.
Провокационные портреты Каррена часто изображают полуодетых женщин и мужчин в неприглядном виде, а из-за стремления Каррена исследовать трагикомичность мужского желания его сравнивают с Филипом Ротом.
The Times включил Джона Каррена в список двухсот лучших художников XX века. Ретроспективные выставки Каррена проходили, в том числе, в Музее американского искусства Уитни (Нью-Йорк, 2003), Музее современного искусства Чикаго (2003), музее современного искусства в Далласе (Dallas Contemporary, 2019), а его работы находятся в коллекциях крупнейших музеев мира, среди которых Музей современного искусства (MoMA, Нью-Йорк), Музей американского искусства Уитни (Нью-Йорк), Галерея Тейт (Лондон), Музей современного искусства (MCA, Чикаго) и Центр Жоржа Помпиду (Париж).

## Избранные выставки

### Персональные выставки
- 2022: New Paintings, Sadie Cole HQ, Bury Street, London, England
- 2021: Memorial, Gagosian, 24th Street, New York NY, USA
- 2019: John Currin: My Life as a Man, Dallas Contemporary, Dallas, TX
- 2013: Gagosian Gallery, Paris, France
- 2012: Sadie Coles HQ, London, England
- 2011: DHC/Art, Montréal, Canada
- 2010: John Currin: New Paintings, Gagosian Gallery, Madison Avenue, New York, NY
- 2009: John Currin: Works on Paper, A Fifteen Year Survey of Women, Andrea Rosen Gallery, New York, NY
- 2008: John Currin: New Paintings, Sadie Coles HQ, London, England
- 2006: Gagosian Gallery, New York, NY
- 2003: Sadie Coles HQ, London, England Museum of Contemporary Art, Chicago, IL Traveled to: Serpentine Gallery, London, England; Whitney Museum of Art, New York, NY John Currin: Works on Paper, Des Moines Art Center, Des Moines, IA Traveled to: Aspen Art Museum, Aspen, CO; Milwaukee Art Museum, Milwaukee, WI
- 2002: Regen Projects, Los Angeles, CA
- 2001: Andrea Rosen Gallery, New York, NY
- 2000: Monika Sprüth Galerie, Cologne, Germany Sadie Coles HQ, London, England
- 1999: Andrea Rosen Gallery, New York, NY Regen Projects, Los Angeles, CA
- 1997: Andrea Rosen Gallery, New York, NY Sadie Coles HQ, London, England
- 1996: Regen Projects, Los Angeles, CA
- 1995: Institute of Contemporary Art, London, England Andrea Rosen Gallery, New York Fonds Régional d’Art Contemporain, Limousin, Limoges, France Donald Young Gallery, Seattle, WA Jack Hanley Gallery, San Francisco, CA
- 1994: Galerie Jennifer Flay, San Francisco, CA Andrea Rosen Gallery, New York, NY
- 1993: Critical Distance, curated by Luk Lambrecht, Ado Gallery, Antwerp, Belgium Galerie Monika Sprüth, Cologne, Germany
- 1992: Andrea Rosen Gallery, New York, NY
- 1989: White Columns, New York, NY

## Аукционные результаты
Наиболее дорогие работы художника, проданные на аукционах:
1. $12,007,500 — Nice 'n Easy, 1999. Аукцион Christie’s, 15 ноября, 2016[7].
2. $4,645,000 — Miss Fenwick, 1996. Аукцион Sotheby’s, 14 мая, 2014[8].
3. $3,615,000 — Tolbrook, 2006. Аукцион Sotheby’s, 16 мая, 2019[9].
4. $3,525,000 — The Collaborator, 2010. Аукцион Christie’s, 11 мая, 2015[10].
5. $3,525,000 — Amanda, 2003. Аукцион Phillips, 11 ноября, 2013[11].

## Избранные публичные коллекции
- Art Institute of Chicago, Chicago, IL
- Centre Pompidou, Paris, France
- Des Moines Art Center, Des Moines, IA
- Hirshhorn Museum and Sculpture Garden, Washington, D.C.
- Museum of Contemporary Art, Los Angeles, CA
- Museum of Modern Art, New York, NY
- Tate Gallery, London, England
- Walker Art Center, Minneapolis, MN
- Whitney Museum of American Art, New York, NY